# 가디언즈 오브 더 갤럭시 (2008년 팀)
가디언즈 오브 더 갤럭시(Guardians of the Galaxy)는 마블 코믹스가 발간하는 작품에 등장하는 가상의 슈퍼히어로 팀이다. 많은 작가에 의해 만들어진 기존 캐릭터를 사용하여 댄 애브넷과 앤디 래닝에 의해 팀이 창조되었다. 아널드 드레이크와 질 콜런에 의해 창조된 1969년 팀에 이어 이 이름으로 활동하는 팀은 2번째이다. 첫 등장은 Guardians of the Galaxy (vol. 2) 제1호 (2008년 5월)이다. 2014년 8월에 영화가 개봉되었다.